# Edmund IV Bourke
Edmund IV Bourke (mort le 29 juillet 1527) est le 12e seigneur de Mayo de 1520 à 1527.

## Origine
Edmund de Burgh ou Bourke est le fils aîné de Uileag Bourke qui est lui-même le second des fils survivant de Edmund na Féasóige Bourke (mort en 1458), fils de Thomas Bourke (mort en 1402), fils d'Edmond l'Écossais, fils cadet de Guillaume le Gris.

## Biographie
Edmund IV Bourke est élu Mac William Íochtar  ou Mac William Eighter c'est-à-dire Chef des Bourke du Haut/Nord ou de Mayo en 1520 après la mort de son lointain parent Meiler Bourke (1514-1520). Sa mort est seulement relevée dans les Annales d'Ulster qui indiquent: 
Mac William Burke c'est-à-dire Edmund meurt cette année et Seaán an Tearmainn lui succède,.

## Postérité
Edmund Bourke laisse trois fils:
- David Bourke 15e Mac William Íochtar en 1537 ;
- William de Corran ;
- Ricard mort en Espagne.

## Sources
- (en) T.W Moody, F.X. Martin, F.J. Byrne A New History of Ireland , Volume IX Maps, Genealogies, Lists. A companion to Irish History part II . Oxford University Press réédition 2011  (ISBN 9780199593064).
- (en)  Martin J. Black Journal of the Galway Archeological and Historical Society Vol VII n°1 « Notes on the Persons Named in the Obituary Book of the Franciscan Abbey at Galway » 1-28.